# 1944 Gunter
Gunter (asteroide 1944) é um asteroide da cintura principal, a 1,7112514 UA. Possui uma excentricidade de 0,2361315 e um período orbital de 1 224,71 dias (3,35 anos).
Gunter tem uma velocidade orbital média de 19,89963559 km/s e uma inclinação de 5,48807º.
Esse asteroide foi descoberto em 14 de Setembro de 1925 por Karl Reinmuth.